# Jeneos Kolokotronis
Jeneos Kolokotronis (gr. Γενναίος Κολοκοτρώνης; ur. ok. 1805 w Zakintos, zm. 23 maja 1868 w Atenach) – grecki generał i polityk.
Pełnił funkcję premiera przez pięć miesięcy (1862) za rządów króla Ottona I.